# Три горы Ямато
Три горы Ямато (яп. 大和三山 ямато сандзан) — общее название гор Унэби (198,8 м), Аменокагу (152,4 м) и Миминаси (139,6 м), расположенных на территории города Касихара, в центрально-западной части префектуры Нара, в Японии. Они расположены на территории бывшей провинции Ямато и являются символами древней японского государства Ямато. С 2005 года эти горы утверждены японским правительством как культурная и природная достопримечательность страны.
Горы Унэби и Мимимнаси являются потухшими вулканами, а гора Аменокагу — остатком горного Рюмон, отделившаяся от него в процессе эрозии.
Подножия трёх гор богаты историческими достопримечательности: мавзолеями первых легендарных императоров Японии и курганы знати Ямато, руины древнеяпонской столицы Фудзивара, многочисленные буддистские монастыри и синтоистские святилища. Красота гор воспевается в древних японских песнях и преданиях, в частности, в произведениях первой японской поэтического сборника «Манъёсю».

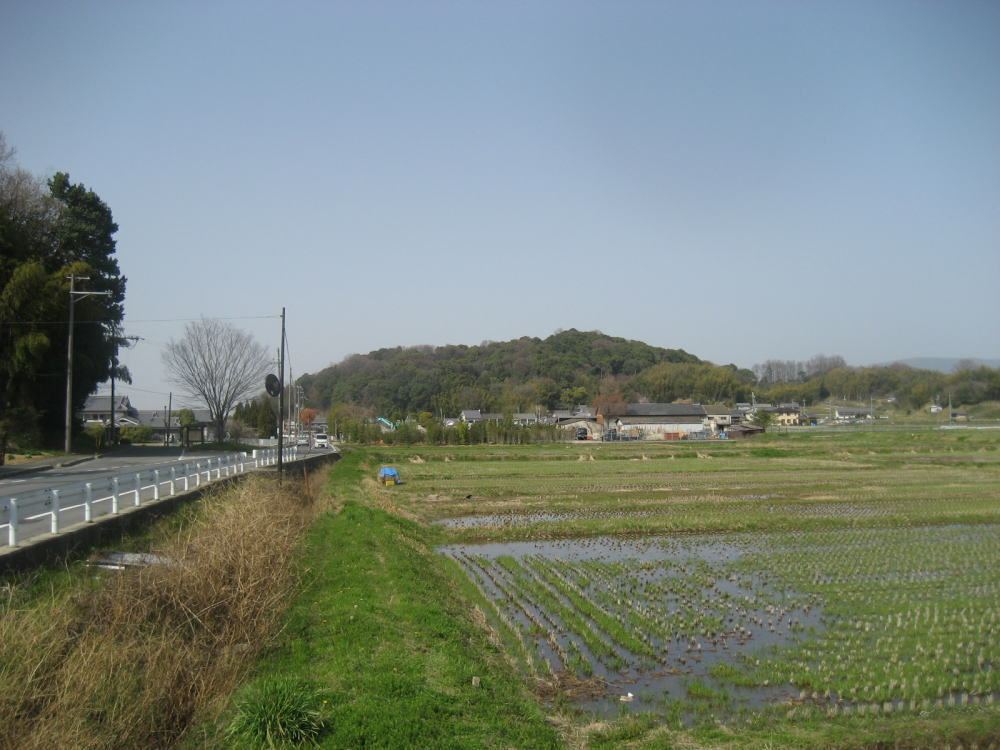
Гора Аменокагу 34°29′43″ с. ш. 135°49′05″ в. д.HGЯO
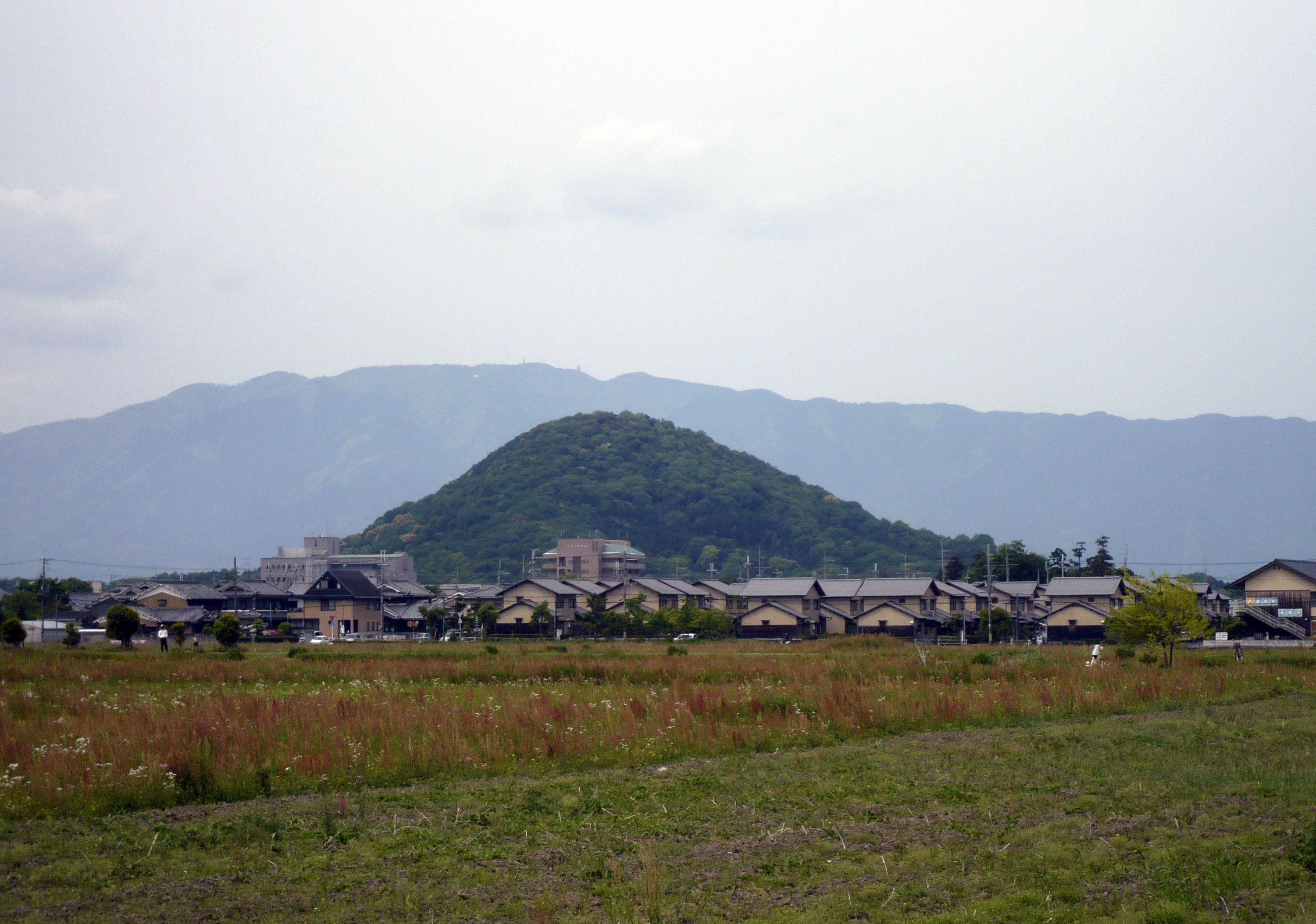
Гора Унэби 34°29′32″ с. ш. 135°47′06″ в. д.HGЯO
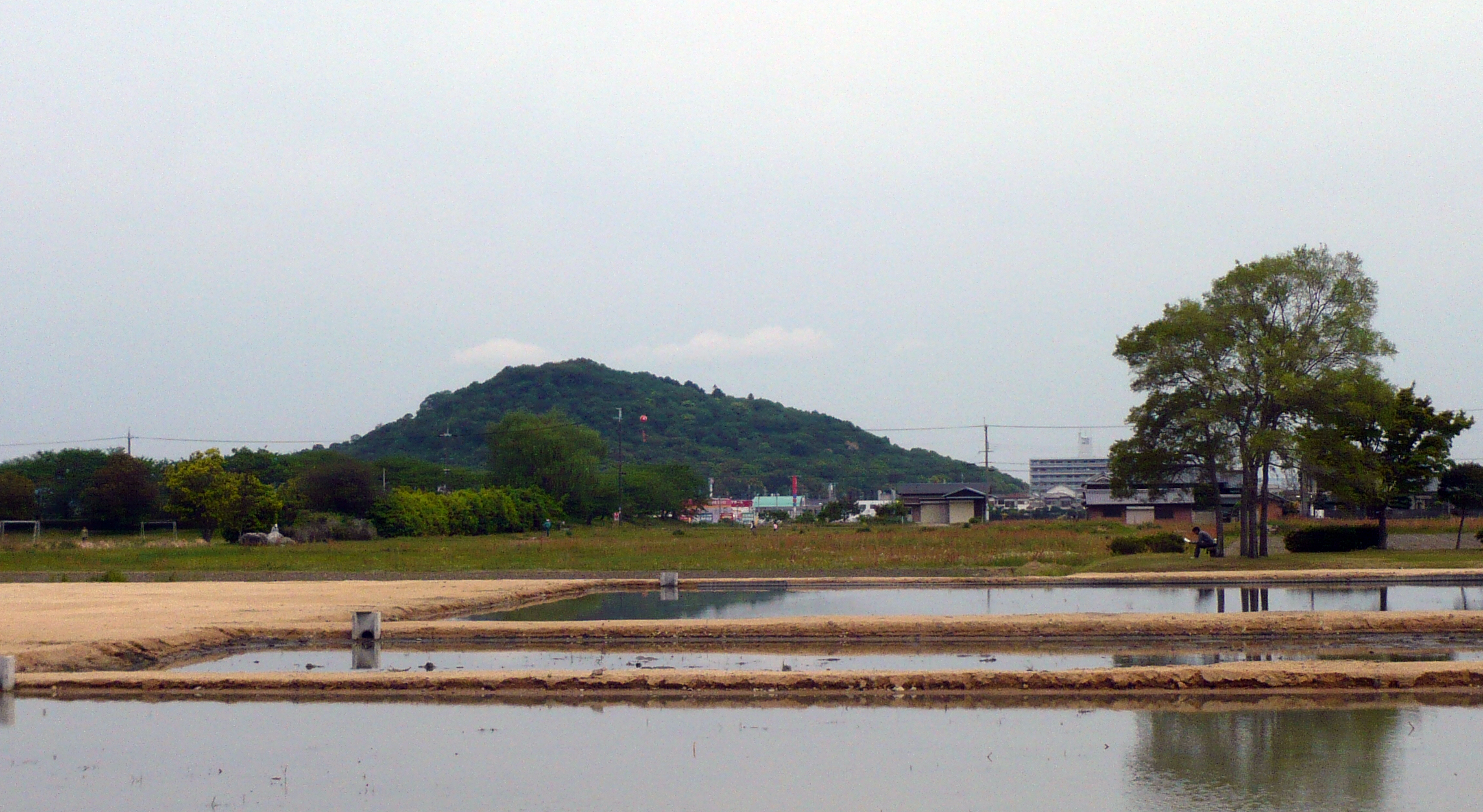
Гора Миминаси 34°30′53″ с. ш. 135°48′20″ в. д.HGЯO